# Heterelmis comalensis
Heterelmis comalensis är en skalbaggsart som beskrevs av Brown. Heterelmis comalensis ingår i släktet Heterelmis och familjen bäckbaggar. Inga underarter finns listade i Catalogue of Life.